# Відношення (реляційна модель)
Відношення — фундаментальне поняття реляційної моделі даних. З цієї причини модель і називається реляційною (від англійського relation — відношення).

- N-арним відношенням R, або відношення R степеня n, називають підмножину декартового добутку множин {\displaystyle D_{1},D_{2},...,D_{n}(n\geq 1)}, не обов'язково різних. Вихідні множини {\displaystyle D_{1},D_{2},...,D_{n}} називають в моделі доменами (в СКБД використовується поняття тип даних).

Відношення має просту графічну інтерпретацію, воно може буде представлене у вигляді таблиці, стовпці (поля, атрибути) якої відповідають входженням доменів у відношення, а рядки (записи, кортежі) — наборам з n значень, що взяті з початкових доменів. Кількість рядків n, називають кардинальним числом відношення або потужністю відношення.
Така таблиця має ряд властивостей:
1. В таблиці немає двох однакових рядків.
2. Таблиця має стовпці, відповідні атрибутам відношення.
3. Кожний атрибут у відношенні має унікальне ім'я.
4. Порядок рядків у таблиці довільний.

Під атрибутом розуміємо входження домену у відношення. Рядки відношення називаються кортежами.
- Заголовок (схема) відношення r (Hr) — скінченна множина впорядкованих пар виду <A, T>, де A називається іменем атрибута, а T означає ім'я деякого базового типу або раніше визначеного домену. Всі імена атрибутів в заголовку мають бути різними.

- Кортеж tr, відповідний заголовку Hr — множина впорядкованих триплетів <A, T, v>, по одному такому триплету для кожного атрибута в Hr. Третій елемент — v — триплета <A, T, v> має бути дозволеним значенням типу даних або домену T. Зауваження: через те, що імена атрибутів унікальні, вказувати домен в кортежі зайве.

- Тіло Br відношення — невпорядкована множина різних кортежів tr.

- Значенням Vr відношення r називається пара множин Hr і Br.

## Приклад
Припустимо, вміст доменів такий:
- {\displaystyle D_{1}} = {Бовкун, Вередун, Прядун}
- {\displaystyle D_{2}} = {Фізика, Хімія}
- {\displaystyle D_{3}} = {3,4,5}

Тоді повний декартів добуток складається з 18 трійок — прізвище, навчальна дисципліна, оцінка.
Тоді відношення R може моделювати реальну ситуацію і містити п'ять рядків, які відповідають результатам сесії (Вередун екзамен з фізики не здавав):
| R        | R       | R      |
| Прізвище | Предмет | Оцінка |
| -------- | ------- | ------ |
| Бовкун   | Фізика  | 4      |
| Бовкун   | Хімія   | 3      |
| Вередун  | Хімія   | 5      |
| Прядун   | Фізика  | 5      |
| Прядун   | Хімія   | 4      |